# Aphthona kurosawai
Aphthona kurosawai es una especie de coleóptero de la familia Chrysomelidae. Fue descrita científicamente por primera vez en 1962 por Ohno.